# Paulo Teles
Paulo Sérgio Rodrigues Teles (Funchal, 30 marzo 1993) è un ex calciatore portoghese, di ruolo centrocampista.

## Carriera
Ha giocato nella massima serie bulgara.